# Tourteron
 Tourteron  es una población y comuna francesa, en la región de Champaña-Ardenas, departamento de Ardenas, en el distrito de Vouziers. Es la cabecera del cantón de su nombre. La población se encuentra junto a una región agrícola conocida como Les Vergers du Tourteronnais (Los Vergeles de Tourteron), plantada principalmente de manzanos (y algunos perales), y donde se pueden hacer excursiones.
Está integrada en la Communauté de communes des Crêtes Préardennaises.

## Demografía
| 276 | 245 | 207 | 189 | 187 | 186 |
| Para los censos de 1962 a 1999 la población legal corresponde a la población sin duplicidades (Fuente: INSEE [Consultar]) |     |     |     |     |     |

Aunque es la cabecera del cantón, Écordal la supera en población. 

## Lugares y monumentos
- Iglesia de Saint-Brice (Renacimiento)
- Mercado del siglo XVI, edificado para acoger las dos ferias anuales acordadas por Francisco I en 1518.
- Un lavadero del siglo XVIII.
- Tres cruces de camino inscritas en el registro de monumentos históricos franceses.[4]

|             |
| El lavadero |

|                 |
| El ayuntamiento |

|            |
| El mercado |

|                        |
| La iglesia Saint-Brice |

|                  |
| Cruces de camino |

## Personalidades ligadas a la comuna
- Nicolas Chesneau, decano del cabildo Saint-Symphorien de Reims, chantre de la Contrarreforma.
- Jean Baptiste Blanchard (1731-1797), pedagogo francés.
- François Elisée Jullien (1836-1886), pionero de la aviación. Zapatero de profesión, construyó con tres de sus amigos una máquina llamada Corbeau Jullien (Cuervo Jullien). El 15 de abril de 1883, ésta realiza un salto de treinta metros. Sin embargo, Elisée Jullien falleció antes de poder presentarla en la Exposición Universal de 1889.[5]